# Demófilo (revista)
Demófilo, titulada en sus inicios El Folk-lore Andaluz, es una revista española de antropología cultural centrada en el estudio de la cultura y el folklore de Andalucía, fundada en 1987. 

## Historia
Fundada en 1987, sus primeros diez números se editaron bajo el título «El Fok-lore Andaluz»; a partir de 1993 pasaría a denominarse «Demófilo». Es editada por la Fundación Machado. Fue dirigida por Salvador Rodríguez Becerra hasta 2002. Desde entonces su publicación ha sido más irregular y espaciada, aunque al menos hasta 2011 siguió activa, con Enrique Baltanás dirigiendo la empresa por entonces. El nombre «Demófilo» hace referencia al antropólogo y folclorista sevillano del siglo xix Antonio Machado Álvarez, padre de Antonio y Manuel Machado.